# Emoia bogerti
Emoia bogerti este o specie de șopârle din genul Emoia, familia Scincidae, descrisă de Brown 1953. Conform Catalogue of Life specia Emoia bogerti nu are subspecii cunoscute.